# Marcel Pinel
Marcel Louis Robert Pinel (Honfleur, 8 luglio 1908 – 18 marzo 1968) è stato un calciatore francese.

## Carriera
Pinel iniziò a giocare nel club della sua città natale, CS Honfleur e dopo essere stato nel Paris université club e nello Stade français, nel 1925, passa al Red Star dove rimarrà per 10 anni.
La sua prima partita con la Nazionale francese fu nel 1930 contro la Cecoslovacchia a Colombes. Partecipò anche al Mondiale 1930 in Uruguay.
Nel 1932, il campionato francese diventò professionistico ma in quella stessa stagione il Red Star viene retrocesso in Ligue 2. All'età di 27 anni, nel 1935, Pinel si ritirò dal calcio.